# Rhinophis drummondhayi
Rhinophis drummondhayi là một loài rắn trong họ Uropeltidae. Loài này được Wall mô tả khoa học đầu tiên năm 1921.